# سام (تميمة)
سام ويعرف أيضاً باسم سام الطائر الأولمبي (بالإنجليزية: Sam the Olympic Eagle)‏ هو تعويذة عقاب الرسمية ألتي أستخدمت أثناء دورة الألعاب الأولمبية الصيفية 1984 في لوس أنجلوس، وقد أطلق عليه اسم سام نسبة إلى العم سام الرمز الوطني للولايات المتحدة، تم تصميم رسمه من قبل فنان ديزني الأمريكي بوب مور. وسام هو عقاب رخماء وألذي يعتبر الطير الوطني للولايات المتحدة.

## روابط خارجية
- سام على موقع ANN anime (الإنجليزية)